# Justin Bailey (hockey sur glace)
Justin Bailey (né le 1er juillet 1995 à Buffalo dans l'État de New York aux États-Unis) est un joueur professionnel américain de hockey sur glace. Il évolue au poste d'ailier droit.
Il est le fils de Carlton Bailey, joueur de football américain de la NFL.

## Biographie
Après une saison dans la Ligue de hockey de l'Ontario avec les Rangers de Kitchener, il est repêché par les Sabres de Buffalo au 52e rang lors du repêchage d'entrée dans la LNH 2013. 
Il joue deux autres saisons dans la LHO avant de faire ses débuts professionnels dans la Ligue américaine de hockey en 2015-2016 avec les Americans de Rochester, équipe affiliée aux Sabres. Il joue également dans la Ligue nationale de hockey lors de cette même saison et prend part à 8 parties avec les Sabres, sans pour autant récolter un point.
Le 17 janvier 2019, il est échangé aux Flyers de Philadelphie en retour de l'attaquant Taylor Leier.

## Statistiques

### En club
| Saison     | Équipe                           | Ligue      |    | Saison régulière | Saison régulière | Saison régulière | Saison régulière | Saison régulière |   | Séries éliminatoires | Séries éliminatoires | Séries éliminatoires | Séries éliminatoires | Séries éliminatoires |
| Saison     | Équipe                           | Ligue      | PJ | B                | A                | Pts              | Pun              | PJ               | B | A                    | Pts                  | Pun                  |                      |                      |
| 2011-2012  | Ice de l'Indiana                 | USHL       | 2  | 1                | 0                | 1                | 0                | -                | - | -                    | -                    | -                    |                      |                      |
| 2012-2013  | Rangers de Kitchener             | LHO        | 57 | 17               | 19               | 36               | 34               | 10               | 1 | 2                    | 3                    | 4                    |                      |                      |
| 2013-2014  | Rangers de Kitchener             | LHO        | 54 | 25               | 18               | 43               | 20               | -                | - | -                    | -                    | -                    |                      |                      |
| 2014-2015  | Rangers de Kitchener             | LHO        | 35 | 22               | 19               | 41               | 32               | -                | - | -                    | -                    | -                    |                      |                      |
| 2014-2015  | Greyhounds de Sault-Sainte-Marie | LHO        | 22 | 12               | 16               | 28               | 12               | 14               | 7 | 7                    | 14                   | 6                    |                      |                      |
| 2015-2016  | Americans de Rochester           | LAH        | 70 | 20               | 25               | 45               | 16               | -                | - | -                    | -                    | -                    |                      |                      |
| 2015-2016  | Sabres de Buffalo                | LNH        | 8  | 0                | 0                | 0                | 2                | -                | - | -                    | -                    | -                    |                      |                      |
| 2016-2017  | Americans de Rochester           | LAH        | 52 | 23               | 13               | 36               | 35               | -                | - | -                    | -                    | -                    |                      |                      |
| 2016-2017  | Sabres de Buffalo                | LNH        | 32 | 2                | 2                | 4                | 4                | -                | - | -                    | -                    | -                    |                      |                      |
| 2017-2018  | Americans de Rochester           | LAH        | 37 | 10               | 5                | 15               | 28               | 3                | 2 | 0                    | 2                    | 0                    |                      |                      |
| 2017-2018  | Sabre de Buffalo                 | LNH        | 12 | 3                | 1                | 4                | 2                | -                | - | -                    | -                    | -                    |                      |                      |
| 2018-2019  | Americans de Rochester           | LAH        | 37 | 9                | 11               | 20               | 18               | -                | - | -                    | -                    | -                    |                      |                      |
| 2018-2019  | Phantoms de Lehigh Valley        | LAH        | 17 | 6                | 2                | 8                | 12               | -                | - | -                    | -                    | -                    |                      |                      |
| 2018-2019  | Flyers de Philadelphie           | LNH        | 11 | 0                | 1                | 1                | 2                | -                | - | -                    | -                    | -                    |                      |                      |
| 2019-2020  | Comets d'Utica                   | LAH        | 53 | 28               | 19               | 47               | 39               | -                | - | -                    | -                    | -                    |                      |                      |
| 2019-2020  | Canucks de Vancouver             | LNH        | 2  | 0                | 0                | 0                | 0                | -                | - | -                    | -                    | -                    |                      |                      |
| 2020-2021  | Canucks de Vancouver             | LNH        | 3  | 0                | 0                | 0                | 2                | -                | - | -                    | -                    | -                    |                      |                      |
| 2021-2022  | Canucks de Vancouver             | LNH        | 14 | 0                | 0                | 0                | 6                | -                | - | -                    | -                    | -                    |                      |                      |
| 2021-2022  | Canucks d'Abbotsford             | LAH        | 30 | 15               | 12               | 27               | 20               | -                | - | -                    | -                    | -                    |                      |                      |
| Totaux LNH | Totaux LNH                       | Totaux LNH | 68 | 5                | 4                | 9                | 12               | -                | - | -                    | -                    | -                    |                      |                      |

### En équipe nationale
Il représente les États-Unis au niveau international.
| Année | Équipe         | Compétition          |   | PJ | B | A | Pts | Pun      |  | Résultat |
| 2012  | États-Unis U18 | Mémorial Ivan Hlinka | 4 | 2  | 0 | 2 | 2   | 7e place |  |          |